# Площадь Европы (Тюмень)
Площадь Европы – площадь в заречной части Тюмени. Название площади было утверждено весной 2014 г. Располагается в новом микрорайоне «Европейский», вблизи располагаются озера Тихое и Алебашево, а также низкий берег реки Туры. Является местом проведения массовых мероприятий и праздников.